# 斯托克德·錢寧
斯托克德·錢寧（英語：Stockard Channing，1944年2月13日—），原名苏珊·安东尼·威廉姆斯·斯托克德（Susan Antonia Williams Stockard），美國舞台劇、電影及電視女演員，因在電影《油脂》飾演貝蒂·里索和在全國廣播公司電視劇《白宮風雲》中飾演第一夫人阿比·巴特莱特而為人所知。她亦曾經憑舞台劇版及電影版的《六度分離》的奧伊莎·基特里奇一角獲提名東尼獎和奧斯卡最佳女主角。
錢寧曾13次獲得黃金時段艾美獎和7次獲得東尼獎的提名。1985年，她憑舞台劇《喬·厄格死亡的一天》獲得東尼獎最佳話劇女主角，並在2002年憑《白宮風雲》及《马修·谢巴德的故事》獲得艾美獎。她亦憑《傑克》的演出獲得日間艾美獎。

## 早年生活和學歷
錢寧在紐約市出生，母親玛丽·爱丽丝在布魯克林的一個愛爾蘭裔天主教大家庭長大，父親莱斯特·纳皮尔·斯托克德從事航运业，姊姊萊斯利·斯托克德·史密斯曾任佛羅里達州棕櫚灘的市長。她在上东城長大。
錢寧曾在紐約市的蔡平学校就讀，其後轉往維珍尼亞州寄宿女校马德拉学校就讀並在該校畢業。她其後在拉德克利夫學院（後併入哈佛大學）主修歷史及文學，並在1965年在該校畢業。

## 事業

### 早年事業
錢寧在麻省波士頓的實驗劇場開始其演藝事業，首部作品是1969年由伊萊恩·梅所寫的外百老匯音樂劇《适应／下一个》。1970年，作為中环广场剧院派駐福特劇院計劃的一部份，錢寧參與西奥多·曼執導舞台劇《砷和老鞋帶》的演出。1971年，她參演由約翰·瓜雷編劇，其在百老匯的第一部作品《維羅納二紳士》。她亦曾在1973年在百老匯馬丁·貝克劇院參演《別往心裡放》的配角角色。
錢寧其後亦開始在電視節目中演出，其首部電視作品是在《芝麻街》中飾演數畫家的女受害者。她在1973年在由瓊·瑞佛斯編劇的電視黑色喜劇《女孩最有可能...》中擔當女主角，講述一個醜小鴨經歷一場交通意外而整容，最後成為一個美女，對曾經蔑視她的人血債血償。為了這個角色，錢寧作出了很大的改變。根據聯合專欄《電視偵察》的報道：「這是一個很龐大的化妝工程，至少將十分漂亮的錢寧弄醜便可證明：她的兩頰和鼻都放滿棉，以使它們變厚和偏離中心。同時，又要在她的臉上畫上很厚的眉毛，她又要穿起棉衣使她看上來很胖。反而，將她變得漂亮就容易得多了。」
1975年，錢寧與華倫·比提和傑克·尼克遜共同主演電影《財富》，後來再在1977年5月22日與內德·比提主演以飛機師的主題短篇電視劇《盧肯》。1977年，錢寧以33歲之齡在電影《火爆浪子》中飾演高中生貝蒂·里索。電影在1978年上映後，她的演出使她獲得人民選擇獎最喜愛電影女配角獎項。

### 1980年代
1979年至1980年，錢寧在哥倫比亞廣播公司主演了兩部情景喜剧：《斯托克德·錢寧在只是朋友》和《斯托克德·錢寧秀》。她在電影的演出因為表現不佳而动摇，錢寧因此返回舞台劇的演出。
1980年至1981年間，錢寧在百老匯音樂劇《他们在演奏我们的歌》中擔演女主角，其後她又在1981年在康涅狄格州紐黑文市的长码头剧院擔演彼得·尼可斯編劇的《喬·厄格死亡的一天》，飾演希拉一角。1985年1月，她在同一部音樂劇的外百老匯版中飾演同一角色，並在1985年3月在百老匯版再度飾演該角，並憑該角獲得1985年度東尼獎最佳話劇女主角。
錢寧其後參與編劇约翰·瓜雷的作品《藍葉之屋》和《六度分離》，並因此獲得東尼獎的提名，更因後者而獲得奧比獎。1988年2月，錢寧在外百老匯曼哈頓劇院俱樂部主演由艾倫·艾克本編劇、林恩·瑪多執導的舞台劇《女人心中》，飾演蘇珊一角，並憑該角獲得戲曲書桌獎最佳女主角。當錢寧被問及蘇珊是否最符合她的角色時，她回答：「因為你在做的都與其他人怎樣看你不同，所以你會覺得它們都是真實的。你去飾演一個角色，但不論角色在電影中的比重，還是觀眾看見角色的時間，都是由導演、電影本身和觀眾來決定。所以，我只是演繹這些角色，使它們變得充實。我覺得一切都不是我要做的。」
錢寧在電視的表現亦獲得肯定。她因哥倫比亞廣播公司電視電影《黑暗中的迴響》而獲得艾美獎的提名。其後又在1988年憑哈維·菲爾斯坦編劇的《整潔的結局》獲得有線卓越獎。

### 1990年代
錢寧在電影版的《六度分離》再度飾演女主角，並因此獲得奧斯卡金像獎和金球獎的提名。在《六度分離》的成功之後，她亦拍下了《豔倒群雌》、《煙》、《大老婆俱樂部》、《因為你愛過我》、《摩爾·弗蘭德斯》等電影，更憑《煙》一片獲提名美國演員工會獎最佳女配角。
錢寧在1990年代曾三度獲得東尼獎最佳話劇女主角的提名，分別是1991年的《六度分離》、1992年的《四隻狒狒愛太陽》和1999年的《冬獅》。

### 《白宮風雲》
1999年，錢寧在全國廣播公司電視劇《白宮風雲》中飾演第一夫人阿比·巴特萊特，本來只以客串形式出場，但自2001年起成為常設角色。在第七季的《白宮風雲》時，因為錢寧亦主演了哥倫比亞廣播公司處境喜劇《荒疏》，所以她在《白宮風雲》只出現了四集。

### 《白宮風雲》之後

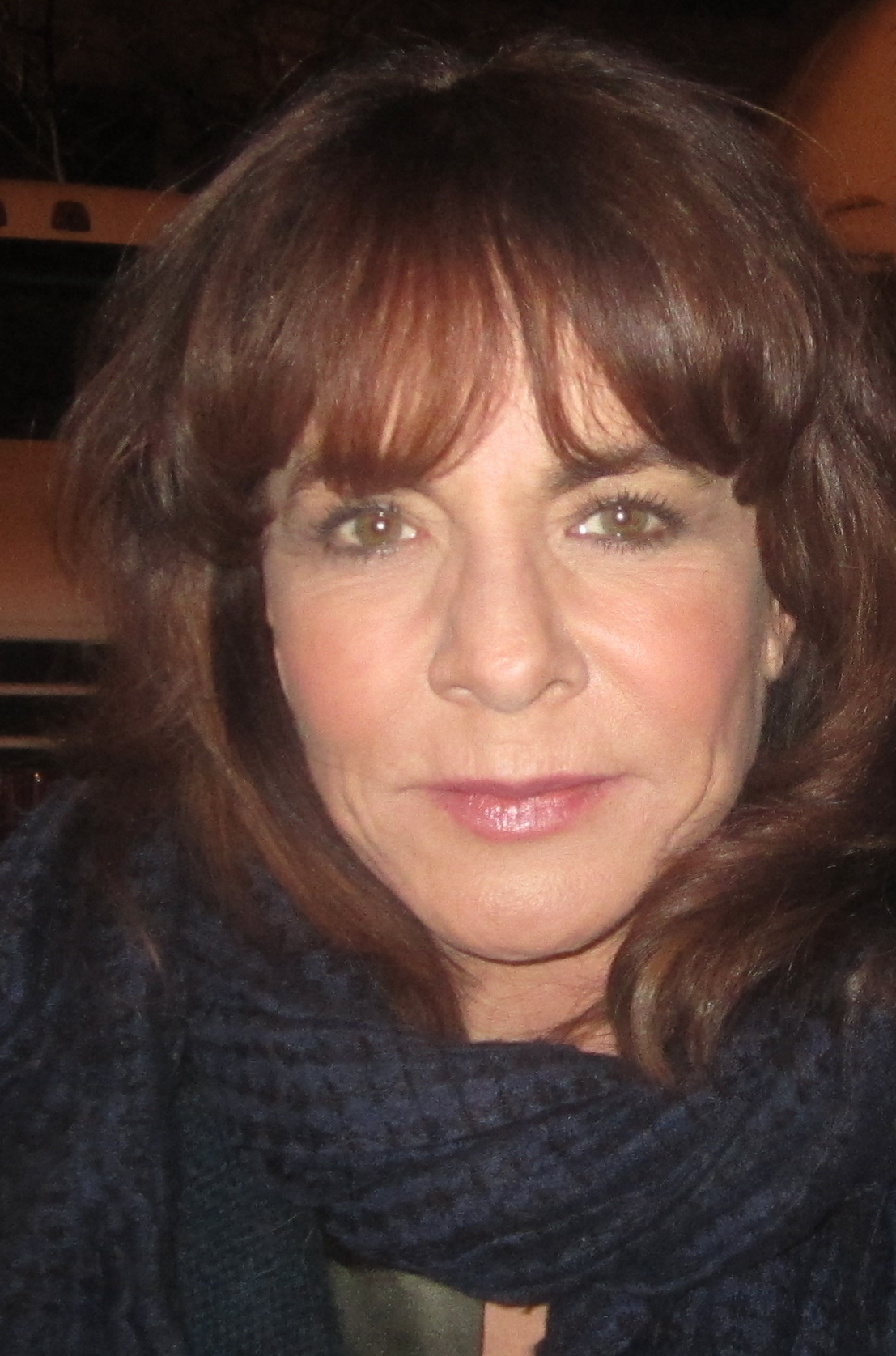
2011年的錢寧

錢寧在2002年憑《白宮風雲》獲得黃金時段艾美獎劇情類最佳女配角獎。同年，她亦憑《馬修·謝巴德的故事》的朱迪·謝巴德一角獲得黃金時段艾美獎迷你影集/電視電影最佳女配角獎和美國演員工會獎最佳迷你影集或電視電影女演員獎。
錢寧亦憑電影《陌生人的事》獲得2002年倫敦影評人協會最佳女主角獎，她亦憑此電影獲提名美國電影學院最佳女演員獎。2003年，錢寧獲頒洛杉磯電影中的女人頒發露西獎。
2005年，錢寧憑娛樂時間電視網電視電影《傑克》獲得日間艾美獎。
2008年，錢寧接替辛·艾斯丁，成為動物星球頻道節目《狐獴莊園》的旁白。2008年11月，她返回百老匯，在音樂劇《酒綠花紅》中飾演維拉·辛普森，並憑此角色獲提名2009年東尼獎最佳音樂劇女主角。
她在2010年6月返回舞台劇界，在都柏林的歡樂劇場演出由奧斯卡·王爾德編劇的《不可兒戲》。錢寧亦在2011年10月在外百老匯的林肯中心和百老匯演出舞台劇《其他沙漠城市》。錢寧亦因此獲提名戲曲書桌獎和東尼獎最佳話劇女主角。

## 個人生活
錢寧經歷過4段婚姻，但沒有子女。她的第一任丈夫是商人沃爾特·錢寧，後來兩人在1967年離婚，但斯托克德仍保留「斯托克德·錢寧」這個名字。她的第二任丈夫是保羅·施密特，是一個斯拉夫語言教授，而她的第三任丈夫是編劇兼製片人大衛·德斌。她的第四任丈夫為商人大衛·羅爾。她之後與攝影師丹尼爾·吉爾漢姆拍拖。他們在拍攝電影《命運的時刻》時認識。他們閑時居於緬因州。
2005年，錢寧因醉酒駕駛被判緩刑36個月。

## 外部連結
- 在AllMovie上斯托克德·錢寧的頁面（英文）
- 斯托克德·錢寧在互联网电影资料库（IMDb）上的資料（英文）
- 互聯網百老匯資料庫（IBDB）上斯托克德·錢寧的資料（英文）
- 互联网外百老汇数据库（IOBDB）上斯托克德·錢寧的資料（英文）
- TCM电影资料库上斯托克德·錢寧的资料（英文）